# Marie-Madeleine Couperin
Marie-Madeleine Couperin, surnommée Marie-Cécile (1690-1742) est une organiste, membre de la famille des compositeurs Couperin et fille de François Couperin le Grand. Elle devient religieuse à partir de 1719 après avoir été organiste à l'abbaye de Maubuisson.